# Fabrizio Brancoli

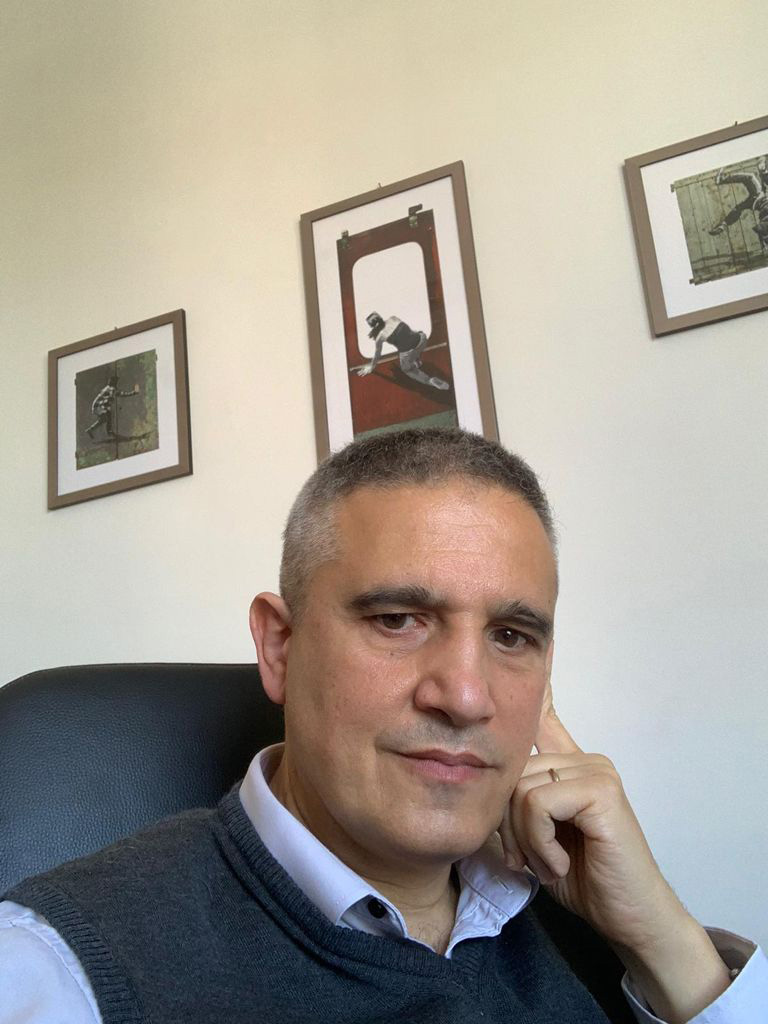
Fabrizio Brancoli

Fabrizio Brancoli (Montecatini Terme, 31 marzo 1965) è un giornalista italiano, dal primo novembre 2023 è vicedirettore di NEM - Nord Est Multimedia, gruppo editore delle sette testate Il Messaggero Veneto, Il Piccolo, Nord Est Economia, Il Mattino di Padova, La Tribuna di Treviso, la Nuova Venezia e il Corriere delle Alpi.

## Biografia
Toscano di Montecatini Terme, dal primo novembre 2023 è vicedirettore di NEM - Nord Est Multimedia, gruppo editore delle sette testate il Messaggero Veneto, Il Piccolo, Il Mattino di Padova, La Tribuna di Treviso, La Nuova Venezia, il Corriere delle Alpi e Nord Est Economia. All’interno dello staff di direzione ha le deleghe per Eventi e Cultura e il coordinamento per Il Piccolo. In precedenza, dal 14 gennaio 2021 al 31 ottobre 2023, è stato direttore dei quattro quotidiani veneti, poi venduti dal gruppo editoriale GEDI, Il Mattino di Padova, La Tribuna di Treviso, la Nuova Venezia, il Corriere delle Alpi. In precedenza ha diretto Il Tirreno dal maggio 2019 al dicembre 2020; prima aveva ricoperto la carica di vicedirettore del giornale livornese dal 2015 sotto le direzioni di Omar Monestier, di Roberto Bernabò e di Luigi Vicinanza. 
Giornalista professionista dal 1996, laureato in Giurisprudenza all’Università di Firenze con una tesi sulla libertà di stampa, ha debuttato nei quotidiani con una collaborazione con Paese Sera alla fine degli anni Ottanta. Il suo percorso professionale ultratrentennale è maturato interamente all’interno del Tirreno di Livorno: gli inizi nella redazione di Montecatini Terme, poi a Pontedera e Viareggio come caposervizio. Nella primavera del 2009 è distaccato al quotidiano abruzzese Il Centro per partecipare alle edizioni speciali sul terremoto dell'Aquila. Nel mese di giugno rientra a Viareggio ed al Tirreno, testata per la quale segue come primo responsabile la tragica vicenda del disastro ferroviario che si abbatte sulla città. Nel 2010 il trasferimento a Livorno come caporedattore centrale, poi la vicedirezione. Dal giugno del 2020 collabora con la rivista Tennis italiano. 
Nell'ottobre del 2020 è stato fra i primi dieci firmatari della proposta di legge di iniziativa popolare che istituisce pene certe fino a due anni di reclusione per la propaganda delle ideologie fasciste e naziste e contro la produzione e vendita di oggetti che richiamano a quelle simbologie.